# Mahmud Abdulla
Mahmud Mansur Ali Abdulla (ur. 1 czerwca 1980) – bahrajński piłkarz występujący na pozycji bramkarza w drużynie Riffa Club.

## Kariera piłkarska
Mahmud Abdulla jest bramkarzem klubu Riffa. Wcześniej grał w zespole Al-Muharraq. W 2010 zadebiutował w reprezentacji Bahrajnu. W 2011 został powołany do kadry na Puchar Azji rozgrywany w Katarze. Jego drużyna zajęła 3. miejsce w grupie i nie awansowała do dalszej fazy.